# 金星乡 (大邑县)
金星乡，是中华人民共和国四川省成都市大邑县曾经下辖的一个乡。2019年12月，撤销金星乡，将其所属行政区域划归悦来镇管辖。

## 行政区划
金星乡撤销前下辖以下地区：
玉金社区、红岩村、白岩村、星火村、黄泥村、雁鹅村和和平村。